# Callopistria complicata
Callopistria complicata är en fjärilsart som beskrevs av Holland 1894. Callopistria complicata ingår i släktet Callopistria och familjen nattflyn. Inga underarter finns listade i Catalogue of Life.